# Docomo Wi-Fi
docomo Wi-Fi（ドコモワイファイ）は、NTTドコモが提供していた公衆無線LANサービスである。2001年に「ドコモ公衆無線LANサービス（愛称：Mzone（エムゾーン））」としてサービスを開始し、2012年3月1日からサービス名称が変更、2022年2月8日にサービスを終了した。
2020年3月18日から後継サービスとして、dポイントクラブ会員向けにd Wi-Fiの名称で、無料の新サービスが開始された。

## 通信規格
Wi-Fi規格、IEEE 802.11a/b/g/n/acに対応している。
| SSID        | セキュリティ  | Wi-Fi規格        | 備考 |
| ----------- | ------------- | ---------------- | --- |
| 0001docomo  | WPA2-EAP-CCMP | 802.11ac/n/a/g/b | 2013年10月15日より順次展開。 WPA2-EAPはSIM認証（自動認証）にも対応している（SIM認証対応機種はドコモから発売されるiPhone 5s、iPhone 5cおよび2013-2014冬春モデル以降のAndroidスマートフォン、タブレット）。 2015年9月時点で、およそ15万あるアクセスポイントのうち約14.5万のアクセスポイントで利用可能。 |
| 0000docomo  | WPA2-PSK-CCMP | 802.11ac/n/a/g/b | 2013年5月13日より順次展開、同年9月12日時点で対応完了済み。 手動での認証手続きが必要なこともあり、「0001docomo」へのシフトが進められている。 |
| docomo      | WEP、802.1x   | 802.11a/g/b      | サービス開始当初からのSSID。0000docomoの対応完了に伴い、2013年11月1日以降終了。 |
| mobilepoint | WEP           | 802.11n/a/g/b    | かつて利用できたローミングエリアのアクセスポイント。BBモバイルポイントと提携し有料で利用できた。新幹線では使えなかった。 |

大規模災害時には「00000JAPAN」に参加して、docomo Wi-Fiユーザー以外でも無料で利用できるように開放するが、この場合は暗号化を設定しないため、セキュリティを確保するためにはユーザー側でVPNを利用するなどの対策が必要である。

## 利用可能機器
Wi-Fiを備えたノートパソコン・スマートフォン・PDA・iPod touch・iPadを始め、無線LAN対応携帯電話のWi-Fi WIN・ケータイWi-Fi、携帯ゲーム機のPlayStation Vita・ニンテンドー3DSなど。機器の制限はないが、アクセスポイントへ接続後、各機器に搭載されたウェブブラウザでアカウント認証が出来ることが条件となっている。IEEE 802.1X認証に対応し、対応端末は自動接続する。複数端末の同時接続は不可である。

## 利用料
下記料金は注釈がない限り全て税別表記。

### NTTドコモの携帯電話サービスを契約中の場合
ドコモの携帯電話を持っていれば、mopera Uの「U「公衆無線LAN」コース」を利用できる。料金はmopera Uスタンダードコース500円に公衆無線LANオプション300円の合計800円/月である。iモードを利用していればISPセット割の対象となり各料金より150円ずつ計300円が割り引かれ、iモードの料金（300円）にmopera Uとして500円/月の追加で利用が可能となる。
また、BlackBerryなど専用インターネット接続サービスを利用する端末では公衆無線LANオプション（300円）の追加で利用ができる。
2011年2月1日からmopera Uとは別にspモードにおいても「公衆無線LANサービス」が開始され、この場合でも300円の追加で利用が出来る。
ドコモショップだけでなくMy docomoサイトやドコモのインフォメーションセンターなどから受け付けており、契約回線の料金とあわせて請求される。
2011年10月1日から、NTTドコモの携帯でspモードやmopera Uなど同社のスマートフォン向けISPサービスを契約して特定のパケット定額サービスもしくは料金プランに加入している場合は、2013年3月31日まで利用代金315円が無料となる公衆無線LAN月額使用料無料キャンペーンが行われた。
2012年9月から永年無料キャンペーンが開始され、ドコモとスマートフォン向けのインターネット接続を契約して特定のパケット定額サービス、あるいは料金プランを契約しているユーザーが加入すると、月額使用料が無料となる。実質的にドコモのスマートフォン利用者は無料である。
先立って行われたキャンペーンとは適用条件が似ており、両方の適用条件を満たしていた場合は本キャンペーンのみが適用されるようになる。
契約する際はユーザー自身が加入したプロバイダ契約のオプションを選ばなくてはならず、例えばspモード利用者はspモードのオプションとしてのdocomo Wi-Fiに加入する必要があり、spモード利用者がmopera Uのオプションとしてのdocomo Wi-Fiを選ぶのは間違いである。条件指定された契約が解消された時点で未適用となる。
支払い明細ではドコモWi-Fi利用料として300円が請求され、その下に永年キャンペーン割引料として300円が割り引かれている。

### NTTドコモの携帯電話サービスを未契約の場合
docomo Wi-Fiの単体契約を結ぶことが可能で、月額コース（1500円/月）または日額コース（500円/日）を選択する。日額コースは利用しない月には料金が発生しない。
申込はドコモショップでのみ受付可能。コースの変更や解約はMy docomoのIDとパスワードの発行が別途必要となり、それがない場合はドコモショップでの手続きとなる。

## 利用可能エリア
喫茶店、ファーストフード、コンビニ、ホテル、空港、駅構内、高速道路のSA・PAなどを中心に、高速移動中のつくばエクスプレスや東海道新幹線の車内などでも利用が可能。駅では自動販売機にアンテナが設置されている事が見受けられる場合もある。
NTTブロードバンドプラットフォームの共用AP（WAN回線に主に光回線を利用）を利用し、NTT東日本・NTT西日本が提供している公衆無線LANサービスのFLET'S SPOTとエリアを共有していることが多く、FLET'S SPOTのエリアは概ねdocomo Wi-Fiは利用可能となる。日本国外ではローミングとしてIPASSなどで利用できる。日本国内ではソフトバンク株式会社のBBモバイルポイント（24時間あたり525円）をローミングで利用できていたが、2016年11月で終了となった。
- 2011年12月17日から、セブン&アイグループの主な店舗で提供している「セブンスポット」において、docomo Wi-Fi加入者は制限なくインターネット接続サービスが利用可能となった[13]（一部店舗を除く、エリアは順次拡大）。
- 2012年2月29日、ローソンは、各店舗で利用出来る「LAWSON Wi-Fi」のサービスを発表[14]。docomo Wi-Fiは同じNTTグループのNTTBPが設置するAPを利用し全国約8,000店でサービスを提供。
- 2012年3月30日、4月1日より成田国際空港で（かねてからローミングエリアではあったが同日以後は自社サービスエリアとして）利用可能になることを発表[15]。JR東日本山手線全駅などに設置されているJREMが運用・管理している携帯電話各社などで共用している無線LANアクセスポイント（WAN回線はWiMAXを利用）で、サービスを開始した。
- 2012年8月以降、WAN回線にXi回線を用いたアクセスポイントも増えている。
- 2012年9月以降、順次東急線各駅で整備が進んでいるイッツ・コミュニケーションズが運用・管理している携帯電話各社などで共用している無線LANアクセスポイント（WAN回線は東急電鉄の光回線を利用）で、サービスを開始している。

日本国外は、従来は本サービス独自にローミングしていたが、2012年7月にWORLD WINGの派生サービスとしてスタートした「WORLD WING Wi-Fi」にローミングを一本化することになったため、本サービスでのローミングは2013年1月末で終了した。

### 主な利用可能エリア
最新のアクセスポイントは Wi-Fi SPOT検索 参照。
利用可能であったエリアはd Wi-Fiと同一であるため、d Wi-Fi#主な利用可能エリアを参照のこと。

## Home Wi-Fi
自宅で無線LANルーターを利用するためのレンタルサービスで、レンタルされる機種はNECグループ会社のNECアクセステクニカ製の「Aterm WR8166N」となっている。月額利用料は315円となっているが、指定されたデータ通信プラン・パケット通信プランに加入している場合は無料となる。設定はスマートフォンではdocomo Wi-Fiアプリでバーコード読み取りを行うことで設定が出来る。バーコードで読み取り設定は、この他のNECアクセステクニカ製でバーコード読み取りに対応している機種でも出来る。
2014年11月30日をもって新規受付を、2015年5月31日にサービスを終了、使用中のレンタルルーターはそのままユーザーに無償譲渡された。